# Ministère des Finances (république de Chine)
Pour les articles homonymes, voir Ministère de l'Économie et des Finances.
Le ministère des Finances (officiellement en anglais : Ministry of Finance (MOF), en chinois traditionnel : 財政部 ; pinyin : Cáizhèng bù) est un des ministères de la branche exécutive du gouvernement de la république de Chine (en), chargé du domaine de la finance.

## Structure
Parmi l'organisation interne du ministère, on retrouve :

### Départements
- Department of Planning
- Department of International Fiscal Affairs
- Department for the Promotion of Private Participation
- Secretariat
- Department of Personnel
- Department of Civil Service Ethics
- Department of Accounting
- Department of Legal Affairs

### Agences
- Fiscal Information Agency
- Training Institute
- National Treasury Administration
- Taxation Administration
- National Taxation Bureau of Taipei
- National Taxation Bureau of Kaohsiung
- National Taxation Bureau of Northern Area
- National Taxation Bureau of Central Area
- National Taxation Bureau of Southern Area
- Customs Administration
- National Property Administration
- Printing Plant

### Entreprises nationales
- Banque de Taïwan (en)
- Banque d'export et d'import de république de Chine (en)
- Land Bank of Taiwan (en)
- Taiwan Financial Holdings Group (en)
- Taiwan Tobacco and Liquor Corporation (en)